# Seznam irskih politikov
Seznam irskih politikov. (Republika Irska in Severna Irska)

## A
Gerry Adams - Bertie Ahern - Dermot Ahern - Kit Ahern - Michael Ahern (irski politik) - Noel Ahern - Frank Aiken - Bernard Allen (irski politik) - Barry Andrews (irski politik) - David Andrews - John Andrews - Chaomine Archibald - Arthur Guinness, 1st Baron Ardilaun - Liam Aylward - 

## B
Ivana Bacik - Mary Banotti - Monica Barnes - Justin Barrett - Seán Barrett - Sylvester Barrett - Peter Barry - Gerald Bartley - Robert Barton - Richard Bellings - Louis Belton - Moosajee Bhamjee - Niamh Bhreathnach - Francis Blackburne - Edward Blake - Harry Blaney - Neil Blaney - Niall Blaney - Joseph Blowick - Ernest Blythe - Gerald Boland - John Boland - John Pius Boland - Kevin Boland - Brian Boru - Andrew Boylan - Dan Boyle (politik) - Paul Bradford - Brian Brady - Gerard Brady - Vincent Brady - Dan Breen - James Breen - Pat Breen - Joseph Brennan (irski politik) - Matt Brennan - Séamus Brennan - Cormac Breslin - Ben Briscoe - James Peter    Brokenshire - Basil Brooke - Tommy Broughan - John Browne (irski politik) - John Browne (Fine Gael) - Noel Browne - Cathal Brugha - Bairbre de Brún - John Bruton - Richard Bruton - Edmund Burke - Liam Burke - Ray Burke - Richard Burke - Joan Burton - Isaac Butt - Alfie Byrne - David Byrne (politik) - Hugh Byrne -

## C
Joe Callanan - Ivor Callely - Donal Carey - John Carty - Michael Carty - Donie Cassidy - James Chichester-Clark - Robert Erskine Childers - Erskine Hamilton Childers - Mark Clinton - Deirdre Clune - Frank Cluskey - Anne Colley - George Colley - Henry Colley - Gerard Collins - James Collins (irski politik) - Michael Collins (general) - Michael Collins (politik) - Paul Connaughton - Patrick Connolly - James Connolly (socialist) - Joseph Connolly - Paudge Connolly - Patrick Cooney - Brendan Corish - Richard Corish - Liam Cosgrave - Liam T. Cosgrave - W.T. Cosgrave - Declan Costello - Joe Costello (irski politik) - John A. Costello - Cathal Coughlan (politik) - Clement Coughlan - Mary Coughlan - Hugh Coveney - Simon Coveney - Ber Cowen - Brian Cowen - Jerry Cowley - Pat Cox - James Craig - Michael Creed - John Cregan (irski politik) - John Wilson Croker - Jerry Cronin - Seán Crowe - Brian Crowley - Conor Cruise O'Brien - Ciarán Cuffe - Martin Cullen - John Curran (irski politik) - Austin Currie -

## D
Michael D'Arcy - Brendan Daly - Noel Davern - Thomas Osborne Davis (irski politik) - Michael Davitt - Katarinin Day - William de Burgh - Proinsias De Rossa - Eamon de Valera (1882-1975) - Síle de Valera - Vivion de Valera - Austin Deasy - John Deasy - Jimmy Deenihan - Noel Dempsey - Tony Dempsey - Barry Desmond - Eileen Desmond - Jimmy Devins - James Dillon (politik) - John Dillon - John Blake Dillon - Kieran Doherty - Regina Doherty - Seán Doherty - Jeffrey Donaldson - Paddy Donegan - Michael Donnellan - Timmy Dooley - James Dooge - Joe Doyle - Eamonn Duggan - Patrick Duigenan - Alan Dukes - Bernard Durkan - 

## E
Michael Egan (politik) - Thomas Addis Emmet - Damien English - Olwyn Enright - Tom Enright - James Everett - 

## F
Frank Fahey - Jackie Fahey - Frank Fahy - John Farrelly - Arthur Faulkner - Pádraig Faulkner - Martin Ferris - Michael Finneran - Desmond FitzGerald - Garret FitzGerald - Gene FitzGerald - Lord Edward FitzGerald - James FitzGerald-Kenney - Frances Fitzgerald (irski politik) - Liam Fitzgerald - Shane Fitzgerald - Dermot Fitzpatrick - Tom Fitzpatrick - Charles Flanagan - Oliver J. Flanagan - Seán Flanagan - Chris Flood - Henry Flood - Beverley Flynn - Arlene Foster - Padraig Flynn - Denis Foley - Desmond Foley -  

## G
Denis Gallagher - Pat Gallagher - Roger Garland - James Geoghegan - Máire Geoghegan-Quinn - Jim Gibbons (irski politik) - Eamon Gilmore - Jim Glennon - Paul Gogarty - Gerald Goldberg - John Gormley - Valerie Goulding - Henry Grattan - Noel Grealish - Tony Gregory - Arthur Griffith -  Arthur Guinness, 1st Baron Ardilaun - Benjamin Guinness - 

## H
Des Hanafin - Mary Hanafin - Marian Harkin - Mary Harney - Simon Harris - Charles Haughey - Seán Haughey - Brian Hayes (politik) - Michael Hayes (politik) - Timothy Michael Healy - Jackie Healy-Rae - Martin Heydon - Jim Higgins - Joe Higgins - Michael D. Higgins - Patrick Hillery - Michael Hilliard - Máire Hoctor - Patrick Hogan (Cumann na nGaedheal) - Patrick Hogan (Ceann Comhairle) - Phil Hogan - Brendan Howlin - Peter Hughes (politik) - Gemma Hussey - Douglas Hyde -

## J
Thomas Johnson (irski politik) - 

## K
Arthur MacMorrough Kavanagh - Liam Kavanagh - John Keane (irski politik) - Declan Kearney - Justin Keating - Paul Kehoe - John M. Kelly (politik) - Peter Kelly (irski politik) - Jim Kemmy - Geraldine Kennedy - Enda Kenny - Henry Kenny - Michael Keyes - Tony Killeen - Mark Killilea - Michael Kitt - Michael Kitt starejši - Tom Kitt - 

## L
Gerry L'Estrange - Eamonn Kissane - Patrick Lalor - Peter Lalor - James Larkin - Liam Lawlor - Eileen Lemass - Noel Lemass mlajši - Seán Lemass - Brian Lenihan - Brian Lenihan mlajši - Conor Lenihan - Patrick Lenihan - Seán Lester - Brandon Lewis? - Patrick Lindsay - Patrick Little - Emma Little-Pengelly - Seán Dublin Bay Rockall Loftus - Lord High Steward - Michael Lowry - Finian Lynch - Jack Lynch - Kathleen Lynch - Liam Lynch (general) -

## M
Tomás Mac Giolla - Seán MacBride - Eoin MacNeill - Micheal Martin - Fintan MacCarthy - Seán MacEntee - Seán Mac Eoin - Ray MacSharry - Constance Georgine, Countess Markiewicz - Martin Enda Marren - Micheál Martin - Richard Martin - Edward Martyn - Mary McAleese - Charlie McCreevy - Denis McCullough - Jim McDaid - Mary Lou McDonald - Michael McDowell - Martin McGuinness - Justin McCarthy - Pádraic McCormack - Mary Lou McDonald - Tom McEllistrim III. - Tom McEllistrim mlajši - Shane McEntee - Brendan McGahon - Marian McGennis - Patrick McGilligan - Dinny McGinley - John Joe McGirl - Finian McGrath - Joseph McGrath (politik) - John McGuinness - Martin McGuinnes - Paddy McHugh - Liz McManus - Liam Mellows - Michael O'Higgins - John Mitchel - Gay Mitchell - Jim Mitchell - Olivia Mitchell - Tom Moffatt - Bobby Molloy - John Monroe - George Henry Moore - Robert Moore - Seán Moore - Arthur Morgan (irski politik) - Daniel Morrissey - Seán Moylon - Breeda Moynihan Cronin - Michael Moynihan (irski politik) - Richard Mulcahy - Catherine Murphy (politik) - Kevin Murphy (irski politik) - Timothy J. Murphy -

## N
Denis Naughten - Dan Neville - M.J. Nolan - Tom Nolan - Michael Noonan - Michael J. Noonan (Fianna Fáil) - William Norton - George Nugent-Grenville, 2nd Baron Nugent - Laoise Ní Chárthaigh - 

## O
Niall Ó Brolcháin - Ruairí Ó Brádaigh - Éamon Ó Cuív - Tomás Ó Deirg - Cearbhall Ó Dálaigh - Seán Ó Fearghail - Micheál Ó Moráin - Aengus Ó Snodaigh - Michael O' Riordan - Donnchadh Ó Briain - Fergus O'Brien - William O'Brien - William Smith O'Brien - William X. O'Brien - Caoimhghín Ó Caoláin - Daniel O'Connell - John O'Connell - Charlie O'Connor - Willie O'Dea - Frank Hugh O'Donnell - Liz O'Donnell - Patrick O'Donnell - Tom O'Donnell - John O'Donoghue (politik) - Martin O'Donoghue - Denis O'Donovan - Fergus O'Dowd - Eoin O'Duffy - Rory O'Hanlon - Kevin O'Higgins - Thomas F. O'Higgins - Tom O'Higgins - Batt O'Keeffe - Jim O'Keeffe - Ned O'Keeffe - Sean T. O'Kelly - Michael O'Kennedy - Michael O'Leary (politik) - Fiona O'Loughlin - Desmond O'Malley - Donagh O'Malley - Fiona O'Malley - Tim O'Malley - Michelle O'Neill - Terence O'Neill - Alfred O'Rahilly - Emily O'Reilly - Mary O'Rourke - Brian O'Shea - David O'Sullivan - Denis J. O'Sullivan - Jan O'Sullivan - John M. O'Sullivan - Paddy O'Toole - Olaf Cuaran - Olaf III Guthfrithson - Richard Martin fitz Oliver - John Foster, 1st Baron Oriel - John Ormonde - Nora Owen - 

## P
Ian Richard Paisley - Charles Stewart Parnell - Owen Paterson - Séamus Pattison - Jeffrey Peel - Willie Penrose - John Perry (irski politik) - Horace Curzon Plunkett - George Noble Plunkett - George Ponsonby - J.J. Power - Paddy Power (politik) - Peter Power - Seán Power - 

## Q
Feargal Quinn - Ruairi Quinn - 

## R
Pat Rabbitte - John Redmond - Albert Reynolds - Gerry Reynolds - Mary Robinson - Peter Robinson - Boyle Roche - Dick Roche - P.J. Ruttledge - Eamon Ryan - Eoin Ryan - Eoin Ryan (irski senator) - James Ryan - Richie Ryan - Seán Ryan -

## S
Trevor Sargent - Edward James Saunderson - Dana Rosemary Scallon - Mae Sexton - Alan Shatter - D.D. Sheehan - P.J. Sheehan - Joe Sherlock - Róisín Shortall - Sigtrygg Silkbeard - Kathy Sinnott - Brendan Smith - Julian Smith? - Michael Smith (irski politik) - Paddy Smith - Dan Spring - Dick Spring - Austin Stack - Emmet Stagg - David Stanton - Richard Steele - Peter Sutherland - John Sweetman - Gerard Sweetman -

## T
Mervyn Taylor - Billy Timmins - Tom Parlon - Theobald Wolfe Tone - Oscar Traynor - Noel Treacy - Seán Treacy - William David Trimble - Joanna Tuffy - James Tully - Jim Tunney - Liam Twomey - 

## U
Domhnall Ua Buachalla - Mary Upton - 

## V
Eamon de Valera - Leo Varadkar - Theresa Villiers

## W
Eddie Wade - Jack Wall - Michael Wallace - James J. Walsh - Joe Walsh (irski politik) - Peter Walsh - Thomas Walsh - Mary White (irska političarka) - Ollie Wilkinson - John P. Wilson - Michael Woods - Shaun Woodward

## Y
Ivan Yates - 